# Хлорид заліза(III)
Хлорид заліза(III) (ферум(ІІІ) хлорид) — неорганічна сполука з формулою FeCl3. Сполука є сіллю слабкого гідроксиду заліза(III) і сильної хлоридної кислоти. Речовина сильно гігроскопічна і здатна утворювати кристалогідрати FeCl3·nH2O (де n = 4, 5, 6, 7, 12), з яких найпоширенішим є гексагідрат[джерело?]. У неполярних розчинниках, у рідкому та газоподібному станах хлорид існує у вигляді димеру Fe2Cl6.

## Фізичні властивості
Розчиняється в SO2, AsCl3, PBr3, CS2. Проявляє властивості окисника. Сполука сильно гігроскопічна, для неї відомі кристалогідрати FeCl3·4Н2О, FeCl3·5Н2О, FeCl3·6Н2О, FeCl3·7Н2О, FeCl3·12Н2О. При збільшенні вмісту кристалізаційної води, колір кристалогідратів змінюється від червоного до лимонно-жовтого та знижується їхня температура плавлення.
Молярна електропровідність при нескінченному розведенні при 25 °C дорівнює 433,05 См·см²/моль. Сіль (як утворена слабкою основою і сильною кислотою) має кислу реакцію, у водному розчині сильно гідролізована (продуктами є основні хлориди та гідроксокомплекси).

## Отримання
Хлорид заліза(III) отримують взаємодією хлору із залізом або його дією на Fe2O3 з вугіллям (за підвищених температур хлорид існує у формі димеру):
{\displaystyle \mathrm {2Fe+3Cl_{2}{\xrightarrow {400-500^{o}C}}Fe_{2}Cl_{6}} }
{\displaystyle \mathrm {Fe_{2}O_{3}+3Cl_{2}+3C{\xrightarrow {400-450^{o}C}}Fe_{2}Cl_{6}+3CO} }
Сполука також утворюється при пропусканні хлору крізь розплав FeCl2 або його дії на пірит:
{\displaystyle \mathrm {2FeCl_{2}+Cl_{2}{\xrightarrow {500^{o}C}}Fe_{2}Cl_{6}} }
{\displaystyle \mathrm {2FeS_{2}+5Cl_{2}{\xrightarrow {900^{o}C}}Fe_{2}Cl_{6}+2S_{2}Cl_{2}} }
Також FeCl3 можна синтезувати дією агентів хлорування на оксид заліза(III):
{\displaystyle \mathrm {2Fe_{2}O_{3}+3SOCl_{2}{\xrightarrow {t}}Fe_{2}Cl_{6}+3SO_{2}} }
{\displaystyle \mathrm {2Fe_{2}O_{3}+3CCl_{4}{\xrightarrow {t}}2Fe_{2}Cl_{6}+3CO_{2}} }

## Хімічні властивості
Хлорид заліза(III) гідролізується у водному розчині з утворенням гідроксиду заліза(III):
{\displaystyle {\ce {FeCl3 + 3H2O <=>3HCl + Fe(OH)3v}}}
При сильному нагріванні сполука розкладається до хлориду FeCl2, а також окиснюється:
{\displaystyle \mathrm {Fe_{2}Cl_{6}\xrightarrow {500^{o}C} 2FeCl_{2}+Cl_{2}} }
{\displaystyle \mathrm {2Fe_{2}Cl_{6}+3O_{2}{\xrightarrow {}}2Fe_{2}O_{3}+6Cl_{2}} }
FeCl3 взаємодіє з кислотами, а також реагує із лугами з утворенням гідратів оксиду (або спрощено гідроксиду Fe(OH)3):
{\displaystyle \mathrm {2FeCl_{3}+3H_{2}SO_{4}{\xrightarrow {}}Fe_{2}(SO_{4})_{3}+6HCl\uparrow } }
{\displaystyle \mathrm {2FeCl_{3}+6NaOH+(n-3)H_{2}O{\xrightarrow {}}Fe_{2}O_{3}\cdot nH_{2}O+6NaCl} }
Хлорид заліза(III) є окисником по відношенню до багатьох галогенідів та сполук сірки:
{\displaystyle \mathrm {2FeCl_{3}+6KI{\xrightarrow {}}2FeCl_{2}+I_{2}\downarrow +6KCl} }
{\displaystyle \mathrm {Fe_{2}Cl_{6}+H_{2}S{\xrightarrow {t}}FeCl_{2}+S\downarrow +2HCl} }
FeCl3 взаємодіє з тіоціанатами з утворенням комплексу із характерним «кривавим» забарвленням — ця реакція є якісною у виявленні тіоціанатів:
{\displaystyle \mathrm {FeCl_{3}+nKSCN+mH_{2}O{\xrightarrow {}}K_{n-3}[Fe(H_{2}O)_{m}(SCN)_{n}Cl_{3-n}+nKCl} }

### Реакція Фріделя— Крафтса
Хлорид заліза(III) у суміші з хлоридом алюмінію виступає каталізатором у процесі алкілювання ароматичних сполук.

### Аналітична якісна реакція на таніни
Хлорид заліза(III) (рідко) використовується для якісного визначання танінів в чаї, фруктах, рослинах.
При взаємодії хлориду заліза (III) і танінів в осаді буде зелено-чорний органічний барвник. Цю якісну реакцію відкрив і вивчав хімік Роберт Бойль.

## Токсичність
Хлорид заліза(III) проявляє токсичні властивості, є висококорозійним та кислотним агентом.

## Застосування
Використовується у дуже багатьох галузях:
- для очищення стічних вод від фосфатів шляхом їх осадження, також як коагулянт;
- для травлення (наприклад, на фотогравюрах, при створенні друкованих плат);
- у текстильному виробництві як протрава при фарбуванні тканин;
- в медицині: як частина комплексного лікування анемії;
- в хімічній лабораторії:
  - в безводній формі як осушувач реагентів в певних реакціях;
  - реагент для виявлення SCN–, Sn2+, H2O2, фенолів та енолів;
  - як каталізатор у реакції Фріделя — Крафтса;
  - разом з NaI в ацетонітрилі для м'якого відновлення органічних азидів до первинних амінів.